# Liceo de Mérida
El Liceo de Mérida es una institución cultural privada ubicada en Mérida (España). Fundado en 1901 dentro del marco del Regeneracionismo, el Liceo ha sido una de las sociedades de carácter cultural más influyentes de Mérida y Extremadura a lo largo del siglo XX.

## Historia

### sigloXX
El Liceo de Mérida fue fundado a comienzos del año 1901, con la misión de promover actividades artísticas y culturales, proveer formación para los hijos de los socios y ofrecer actividades recreativas y servicios. Tuvo su origen en la tertulia que se reunía en la calle Santa María, número 7 principal, conformada por figuras reconocidas de las artes y las ciencias como Felipe Trigo, Antonio Fadón, Andrés Valverde, Manuel Rodríguez, Luis Moreno Torrado y Eugenio Macías. La reunión que daría origen a la asociación y en la que se decidió darle el nombre de Liceo fue presidida por Andrés Valverde. En la siguiente reunión, celebrada el 17 de febrero de 1901, se nombró presidente en funciones a Antonio Fadón y se estableció un reglamento provisional. Asimismo se nombró la junta directiva y los presidentes de varias comisiones. Juan Sáez, Juan Morán y Luis Moreno Torrado presidirían la de Enseñanza; Eugenio Macias, Francisco Corchero y Tomás Lancho, la de Hacienda; y Felipe Trigo, Manuel Rodríguez y Casimiro González, la de Espectáculos. Eugenio Macías sería el primer presidente del Liceo tras ejercer el cargo en funciones Antonio Fadón. Durante la década de 1960 llegó a su máximo histórico en el número de socios, contando con unos tres mil.

### sigloXXI
Ya en el siglo XXI, fue presidente de la organización José Saquete. Posteriormente, el 18 de septiembre de 2009, fue elegido presidente José Bohoyo. Bohoyo fue presidente del Liceo hasta el día de su muerte, en enero de 2011.